# Ferran Burguillos i Martínez
Ferran Burguillos Martínez (Barcelona, 1976) és un bibliotecari català. Llicenciat en documentació per la Facultat de Biblioteconomia i Documentació de la Universitat de Barcelona, va dirigir la Biblioteca de l'Ateneu Barcelonès entre 2006 i 2009, i des de l'any 2009, ha estat director de la Xarxa de Biblioteques Municipals de Sabadell així com cap de zona de les biblioteques del Vallès Occidental de la Gerència de Serveis de Biblioteques de la Diputació de Barcelona. En aquest àmbit, ha dirigit l'estratègia i l'avaluació del servei de biblioteca pública a Sabadell, impulsant el Pla director de 2020-25.
Com a docent, va ser professor en les titulacions d'Informació i Documentació a la Universitat de Barcelona, Universitat de Vic i Universitat Oberta de Catalunya. És autor, editor i traductor de diverses publicacions professionals i ha coordinat el Consell Editorial de la revista Ítem: revista de biblioteconomia i documentació. Va ser membre de la junta de govern del COBDC i va participar en l'activitat de la Secció de Biblioteques Públiques de l'IFLA. El desembre de 2019 va ser nomenat nou gerent del Consorci de Biblioteques de Barcelona.